# Виктор Пинчук
Виктор Пинчук (на украински: Віктор Михáйлович Пінчýк) е украински бизнесмен, политик и филантроп. През март 2012 година, Форбс го нарежда на 255-о място сред най-богатите хора в света, със стойност на богатството му от 4,2 милиарда щатски долара.
Пинчук е основател и основен собственик на „EastOne Group LLC“, международна компания за инвестиции, финансиране на проекти и финансови консултации със седалище в Лондон, както и на „Interpipe Group“, един от водещите украински производители на тръби, колела и стомана. Пинчук е собственик на четири телевизионни канали и на известния таблоид „Факти и коментари“. Член е на украинския парламент, Върховната рада, в два последователни мандата от 1998 до 2006 година. Женен е за Олена Пинчук, дъщерята на украински президент Леонид Кучма.

## Произход и кариера
Пинчук е роден през 1960 година в еврейско семейство, което се премества в индустриалния град Днипропетровск. Завършва Днипропетровкия металургичен институт през 1983 година. Седем години по-късно основава компанията „Интерпайп“ въз основа на негови патентовани иновации, които са успешно използвани от водещите металургични компании в Съветския съюз.
Интерпайп, чиито клиенти включват „Газпром“ и „Роснефт“, е основният производител на безшевни тръби и железопътни колела. През 2004 година Интерпайп става първата украинска компания член на Световния икономически форум. Интерпайп е много активна в борбата срещу ХИВ/СПИН на работното място и през 2004 година става първата източноевропейска компания, която е член на „Global Business Coalition“ срещу ХИВ/СПИН. През 2004 година Пинчук и Ринат Ахметов, двамата най-богати украинци, придобиват фабриката за стомана „Криворижстал“ за около 800 милиона щатски долара. По-късно първото правителство на Юлия Тимошенко отменя продажбата и провежда повторен търг излъчен по националната телевизия, който докарва печалба от 4,8 милиарда щатски долара. През 2006 година Пинчук основава инвестиционния консултат „EastOne“. Нейното портфолио включва индустриални активи като производството на тръби, колела за автомотриси, стоманени и други сплави, машини, както и медии.
Пинчук е член на украинския парламент между 1998 и 2006 година като депутат от Трудовата партия на Украйна. Напуска политиката след като стига до извода, че Украйна е достигнала ниво, при което бизнесът и политиката трябва да бъдат разделени.

## Филантропия
Пинчук подкрепя филантропски проекти в Украйна. През 2006 година обединява тези свои дейности под Фондацията „Виктор Пинчук“, която се счита за най-голямата частна украинска филантропска фондация.
Проектите на фондацията включват изграждането на мрежа от съвременни неонатални центрове в Украйна, съвместни програми с „Глобална инициатива“ на Клинтън, фондацията на Елтън Джон за СПИН и фондацията „АНТИЕЙДЗ“ на съпругата му Олена Пинчук, създаването на Киевското училище за икономика, сътрудничество с института Аспън, откриването на първия голям по мащаб център за съвременно изкуство в Украйна ПинчукАртСентър, създаването и развитието на единствения частен украински камерен оркестър, производството и промотирането на филми със Стивън Спилбърг за Холокоста в Украйна, проекти за човешките права с Джордж Сорос и подкрепата на местни еврейски общности.
През юни 2009 година Пинчук организира безплатен концерт на Пол Маккартни на Площада на независимостта в Киев пред повече от 500 000 души. Като инициатива на ПинчукАртСентър през декември 2009 година Пинчук обявява нова награда от 100 000 щатски долара за художници на възраст до 35 години. Наградата за изкуство на бъдещото поколение се връчва на всеки две години и е достъпна за всеки млад художник, който се регистрира онлайн. Журито включва Елтън Джон, Ели Брод, Миуча Прада и други. Художниците Деймиън Хирст, Такаши Мураками, Андреас Гурски и Джеф Кунс, чиито работи Пинчук колекционира, са ментори на финалистите и победителя.
През февруари 2013 година Пинчук обявява, че ще дари половината или повече от богатството си за филантропски цели по време на живота си и след него, присъединявайки се към инициативата „The Giving Pledge“, която е основана през 2010 година от Бил Гейтс и Уорън Бъфет.

## Личен живот
Виктор Пинчук е женен за Олена Пинчук, дъщерята на втория президент на Украйна, Леонид Кучма. Олена Пинчук управлява фондацията „АНТИЕЙДЗ“, която се фокусира върху превенцията, разпространението на ретровируси и надзора над СПИН в Украйна. Тя и съпругът ѝ са приятели на певеца Елтън Джон и американския президент Бил Клинтън, на чийто 60-годишен рожден ден Пинчук присъства в Ню Йорк. Виктор Пинчук има три дъщери и син.

## Обвинения в корупция
На 4 март 2015 г., по време на изслушването на специалната комисия за контрол на приватизацията във Върховната рада на Украйна, олигархът Игор Коломойски обвинява Виктор Пинчук в получаване на подкуп от 5 милиона долара на месец за правата за управление на Укрнафта, 50 + 1% от които е собственост на украинската държавната компания Нафтогаз. Според Коломойски парите са били прехвърлени на офшорни компании, „чиито крайни собственици са идентифицирани“ като Виктор Пинчук и Леонид Кучма. 
„Ние платихме тези пари и освен това платихме дивиденти на държавата, всички данъци и всичко останало. Но за правото да получим нашите дивиденти бяхме принудени да платим още 5 милиона от нашите дивиденти на Пинчук“, - каза Коломойски. 
На 18 март 2015 г. Националното антикорупционно бюро на Украйна откри наказателно производство въз основа на изявленията на Коломойски. Според разследването сумата на подкупа на Виктор Пинчук от 2003 г. до 2006 г. е била 110 милиона долара.